# Kohlensack

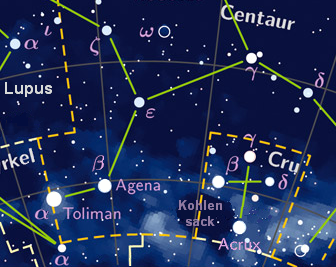
Sternbilder Crux und Centaurus (Südteil), dazwischen der Kohlensack

Der Kohlensack ist eine der bekanntesten Dunkelwolken am Himmel und neben Pferdekopfnebel, Konusnebel und anderen auch eines der wenigen Objekte dieser Art mit einem Eigennamen. Der Kohlensack steht mitten in der südlichen Milchstraße, zwischen den Sternbildern Crux (Kreuz des Südens), dem ihn umgebenden Zentaur und der Fliege (Musca). Er ist 500 bis 600 Lichtjahre entfernt und bildet ein auffälliges „Loch“ in der umgebenden, sehr sternreichen Gegend. Bekannte Objekte in „Fernglasentfernung“ sind der Carinanebel und der Offene Sternhaufen NGC 4755, den John Herschel das Schmuckkästchen nannte. 
Die Aborigines in Australien kennen die Reihe der Dunkelwolken vom Sternbild Schild im Norden bis hinunter zum Kohlensack auch als den Emu – mit dem Kohlensack als Kopf.
Der Astronom Kalevi Mattila konnte 1970 feststellen, dass der Dunkelnebel nicht völlig schwarz ist, sondern sehr schwach leuchtet (etwa 10 % des Lichtes der dahinter liegenden Milchstraße). Dies wird durch den Lichtreflex der dahinter stehenden, abgedunkelten Sterne verursacht.

## Trivia
Der Nebel spielt auch eine zentrale Rolle in dem Roman Der Splitter im Auge Gottes von Larry Niven und Jerry Pournelle.